# 5279 Arthuradel
5279 Arthuradel (1988 LA) là một tiểu hành tinh vành đai chính được phát hiện ngày 8 tháng 6 năm 1988 bởi Rodriquez, T. ở Palomar.